# 아라곤의 알폰소 2세
알폰소 2세 (Alfonso II, 1157년 3월 1-25일 – 1196년 4월 25일)는 자중왕(el Casto) 또는 음유시인(el Trovador)이라 불리던 아라곤 국왕으로, 1164년부터 사망할 때까지 바르셀로나 백작 알폰스 1세이기도 했다. 바르셀로나 백작 라몬 베렝게르 4세와 아라곤 여왕 페트로니야의 장자였던 그는 바르셀로나 백작을 겸했던 최초의 아라곤 국왕이었다. 그는 또한 프로방스 백작이기도 하였는데, 그는 1166년부터 1173년까지 프로방스 백작을 지냈던 두스 2세에게서 프로방스 백작위를 차지한 다음에 이를 남동생인 라몬 베렝게르 3세에게 넘겨주었다. 그의 치세는 애국주의 및 애향적 성향을 띠는 카탈루냐 역사가들에게 '옥시타니아의 확장기'(l'engrandiment occitànic) 및 '피레네의 통일 시대'로 여겨지며: 바르셀로나 가문의 지배 하에서 피레네산맥 양쪽의 영토들이 하나로 합쳐진 위대한 국가로 본다.

## 재위
우에스카에서 태어났으며, 알폰소와 라몬 등 불명료하게 불렸던 알폰소는 아라곤 출신의 투사왕 알폰소에 대한 경의를 표하기 위해 알폰소라는 왕명으로 아라곤과 바르셀로나의 하나된 작위를 상속받았다.
재위 기간 대부분 그는 나바라 왕국 그리고 남쪽으로는 무어계의 타이파들과 대항하여 카스티야의 알폰소 8세와 동맹을 맺었었다. 레콩키스타 과정 중에 알폰소는 저 멀리 테루엘까지 밀고 들어오며, 1171년 발렌시아로 향하는 경로에 있는 테루엘이라는 중요 요새를 정복해냈다. 같은 해에 그는 카스페도 차지하였다.
공동의 이익 외적으로도, 아라곤과 카스티야의 왕들은 전자가 후자에 대해서 공식적인 충성의 맹세로 엮이게 됨에 따라 하나되었다. 게다가, 1174년 1월 18일 사라고사에서, 알폰소는 카스티야 왕의 누이 산차와 혼인하였다. 아라곤과 카스티야의 동맹에 대한 또 다른 중대 사건은 후카르강과 세구라강의 유역을 따라 있는 남쪽 지역의 정복지에 대해서 범위를 정한, 1179년에 두 왕이 맺은 카소를라 조약이었다.. 따라서 데니아를 포함한 발렌시아 지방의 남쪽 지역은 아라곤의 것이 되도록 보장받았다. 알폰소는 또한 나바라의 산초 6세 간에 무르시아 타이파의 영토를 분할하는 것에 대하여 상궤사 조약 (1168년)을 맺으며 합의에 도달했다.
그의 재위 동안 피레네산맥 이북에 대한 아라곤의 영향력은 절정에 다다랐으며, 아라곤 연합왕국의 오크 지방, 카탈루냐 지방, 아라곤 지방 등영토 간의 친밀성을 고려할 때 자연스러운 경향이었다. 그의 왕국은 프로방스를 흡수했을 뿐만 아니라 (1166년 쯤), 세르다냐 (1168년) 및 루시용 (1172년에 상속) 등의 백작령도 흡수하였다. 베아른과 비고르 지역은 1187년 그에게 충성의 맹세를 하였다. 시간이 흘러 알폰소의 후임자인 아라곤의 페드로 2세의 목숨을 앗아갔지만 알폰소 살아 생전 이때는 대단히 이익이 있던 그의 랑그도크 문제에 대한 개입은 아라곤의 교역을 강화시켜주었고 북쪽 지역에서부터 아라곤 지방 내 새롭게 정복한 지역들로 이주를 자극시켜주었다.
1186년에, 그는 사르데냐에서 아라곤의 영향력을 구축하는 데 일조했는데 그는 아르보레아 왕국의 왕 바리소네 2세의 미망인이자 그의 친척이기도 한 아갈부르사에 대하여, 그녀의 딸인 이스펠라의 장남이자 아갈부르사의 손자인 우고네를 세라의 피에트로의 반대에도 불구하고 아르보레아의 왕위에 올리는 것을 지원했었다.
알폰소 2세는 시토회 수도사들에게 아라곤 지방의 에브로강 일대를 처음으로 토지로 부여해주었는데, 이곳은 이 지역 내 최초의 시토회 수도원터가 되었다.
그는 1196년 페르피냥에서 사망했다.

## 문학 후원자와 시인
그는 생전에 유명한 시인이었고 사자심왕 리처드의 친우였다. 그와 기라와드 드 부르넬이 쓴 것이 분명해 보이는, 텐수인 "Be·m plairia, Seingner En Reis"는 연인이 자신보다 부유한 사람을 택하며 굴욕을 당한 것인지 아닌지에 대해 시적 논란을 일으켰다. 이 논란은 기옘 드 생레이디에가 제기하며 시작되었고 아잘라이스 드 포르카이라그와 오랑주의 랭바우드가 제기하였는데, 이들이 관심 가진 것에는 달피 달베르나와 페르디공 간의 파르티멘에 대한 주제도 있었다.
알폰소와 그의 애인들은 여러 음유시인들한테 언급되었는데, 이 중에는 기옘 드 베르그다 (툴루즈의 아잘라이스에 대해서 알폰소가 다루는 것을 비판함), 그리고 비잔티움 황제 마누일의 황금 낙타보다 빈곤한 카스티야의 하녀인 산차를 택하며 몽펠리에의 기욤 8세 아내 에우도키아 콤네네보다 산차를 고른 알폰소의 결정을 칭찬하였던 페이레 비달 등이 있었다.

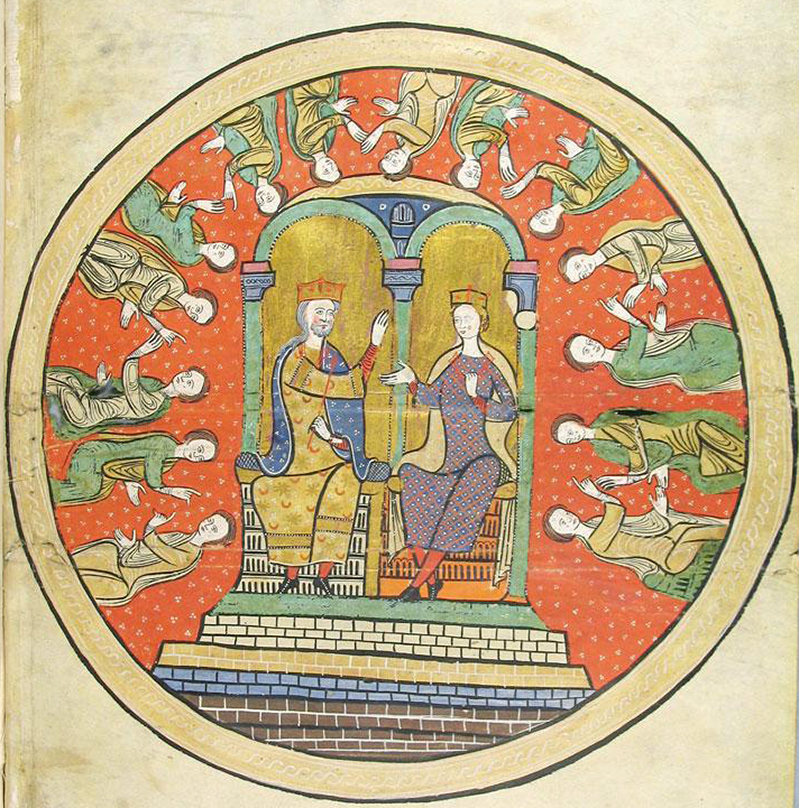
궁정의 여인들에게 둘러싸인 아라곤의 알폰소 2세와 그의 아내 산차. 'Liber feudorum maior'에서 발췌.

## 혼인과 후손
아내인 카스티야의 알폰소 7세의 딸 카스티야의 산차는 1155년 혹은 1157년에 태어나, 1208년에 사망했다
- 페드로 2세 (1174/76년 – 1213년 9월 14일) - 아라곤의 국왕이자 몽펠리에의 영주.
- 콘스탄사 (1179년 – 1222년 6월 23일) - 처음에는 헝가리 국왕 임레와 혼인했고 그 다음으로는 신성 로마 황제 프리드리히 2세와 재혼했다.
- 알퐁스 2세 (1180년 – 1209년 2월) - 프로방스, 미요, 라제스의 백작.[12]
- 레오노르 (1182년 – 1226년 2월) - 툴루즈의 레몽 6세와 혼인했다
- 라몬 베렝게르 (1183/85년경 – 어린 나이에 사망).
- 산차 (1186년 – 1241년 이후) - 1211년 툴루즈의 레몽 7세와 혼인했다.
- 페르난도 (1190년 – 1249년) - 시토회 수도승이자 몬테라곤의 수도원장.
- 둘차 (1192년 – ?) - 시헤나의 수녀.